# ルクミニー

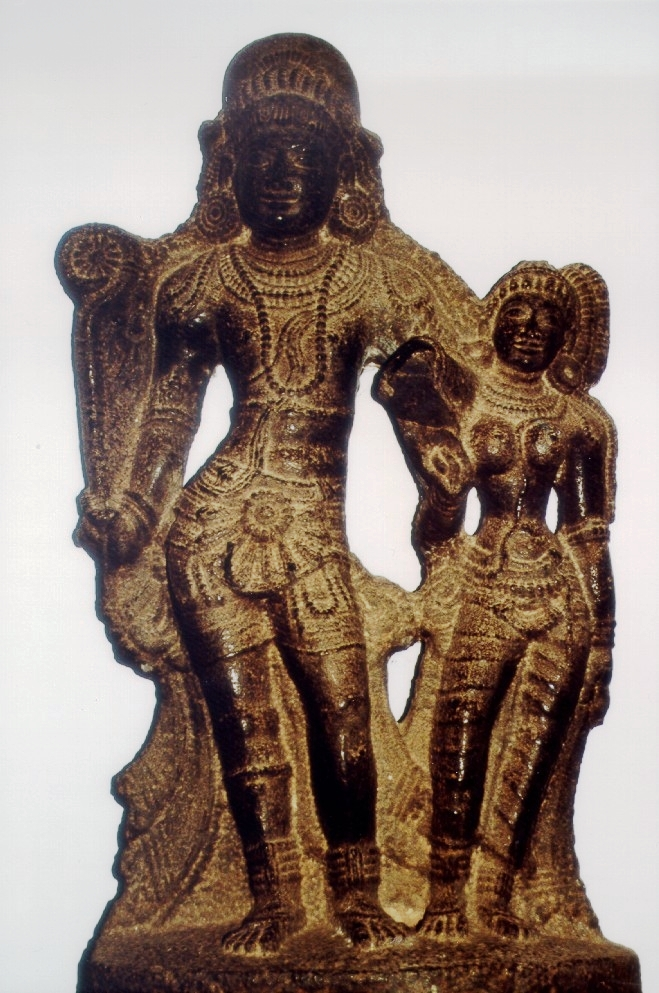
クリシュナとルクミニー像。チェンナイ政府博物館所蔵。

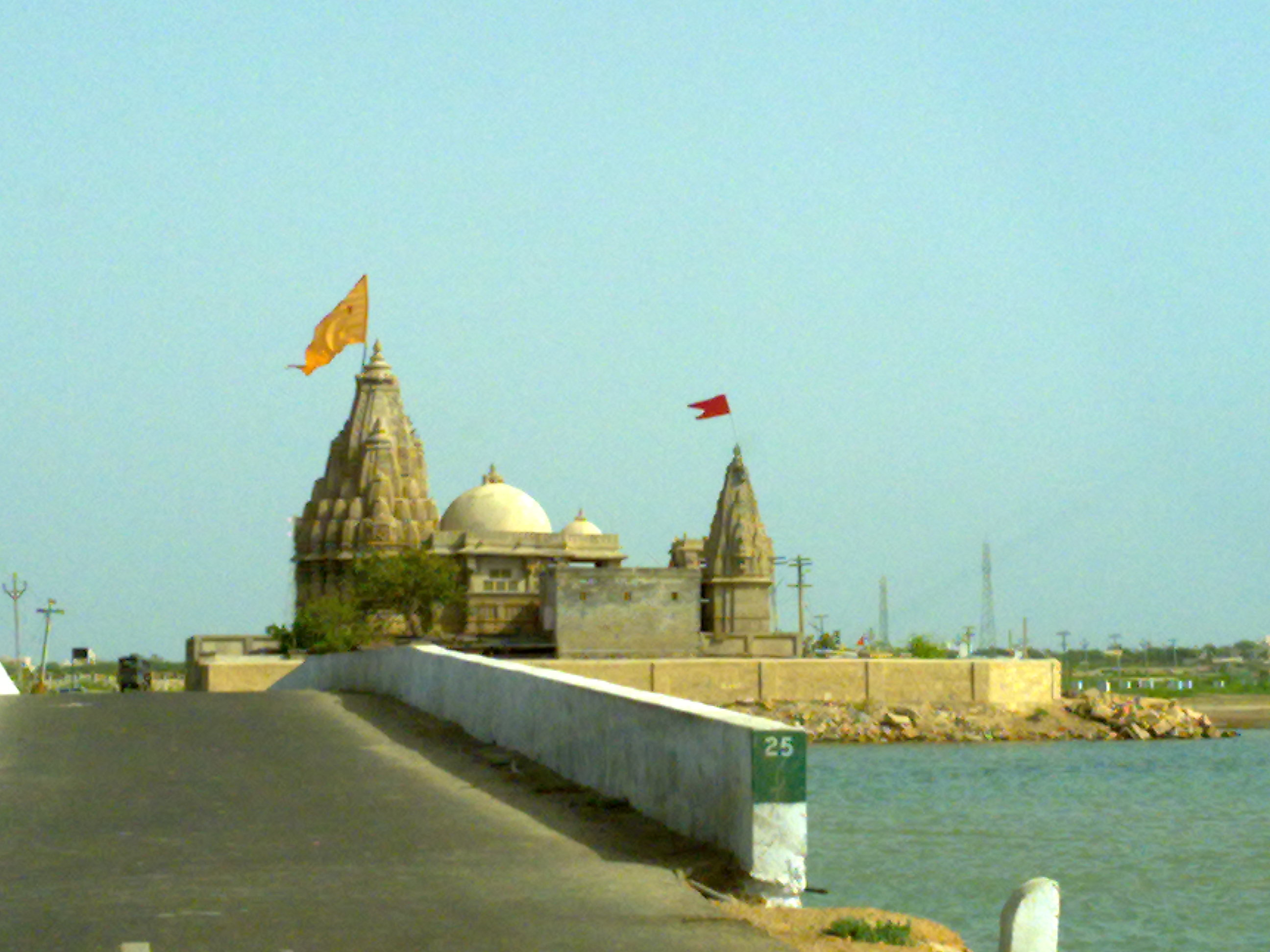
グジャラート州ドワールカーのルクミニー・デーヴィー寺院。

　ルクミニーの系図（『バーガヴァタ・プラーナ』より）
|  |  | ヴァスデーヴァ | ヴァスデーヴァ | ヴァスデーヴァ | ヴァスデーヴァ | ヴァスデーヴァ | ヴァスデーヴァ |              |              |              |              |            |            |            |            |            |            | ビーシュマカ | ビーシュマカ | ビーシュマカ | ビーシュマカ | ビーシュマカ     | ビーシュマカ     |                  |                  |                  |                  |          |          |              |              |              |              |              |              |  |  |  |  |  |  |  |  |
|  |  | ヴァスデーヴァ | ヴァスデーヴァ | ヴァスデーヴァ | ヴァスデーヴァ | ヴァスデーヴァ | ヴァスデーヴァ |              |              |              |              |            |            |            |            |            |            | ビーシュマカ | ビーシュマカ | ビーシュマカ | ビーシュマカ | ビーシュマカ     | ビーシュマカ     |                  |                  |                  |                  |          |          |              |              |              |              |              |              |  |  |  |  |  |  |  |  |
|  |  |                |                |                |                |                |                |              |              |              |              |            |            |            |            |            |            |              |              |              |              |                  |                  |                  |                  |                  |                  |          |          |              |              |              |              |              |              |  |  |  |  |  |  |  |  |
|  |  | クリシュナ     | クリシュナ     | クリシュナ     | クリシュナ     | クリシュナ     | クリシュナ     |              |              | ルクミニー   | ルクミニー   | ルクミニー | ルクミニー | ルクミニー | ルクミニー |            |            |              |              |              |              |                  |                  |                  |                  | ルクミン         | ルクミン         | ルクミン | ルクミン | ルクミン     | ルクミン     |              |              |              |              |  |  |  |  |  |  |  |  |
|  |  | クリシュナ     | クリシュナ     | クリシュナ     | クリシュナ     | クリシュナ     | クリシュナ     |              |              | ルクミニー   | ルクミニー   | ルクミニー | ルクミニー | ルクミニー | ルクミニー |            |            |              |              |              |              |                  |                  |                  |                  | ルクミン         | ルクミン         | ルクミン | ルクミン | ルクミン     | ルクミン     |              |              |              |              |  |  |  |  |  |  |  |  |
|  |  |                |                |                |                |                |                |              |              |              |              |            |            |            |            |            |            |              |              |              |              |                  |                  |                  |                  |                  |                  |          |          |              |              |              |              |              |              |  |  |  |  |  |  |  |  |
|  |  |                |                |                |                |                |                |              |              |              |              |            |            |            |            |            |            |              |              |              |              |                  |                  |                  |                  |                  |                  |          |          |              |              |              |              |              |              |  |  |  |  |  |  |  |  |
|  |  |                |                |                |                | プラデュムナ   | プラデュムナ   | プラデュムナ | プラデュムナ | プラデュムナ | プラデュムナ |            |            |            |            |            |            |              |              |              |              | ルクマヴァティー | ルクマヴァティー | ルクマヴァティー | ルクマヴァティー | ルクマヴァティー | ルクマヴァティー |          |          | 欠名         | 欠名         | 欠名         | 欠名         | 欠名         | 欠名         |  |  |  |  |  |  |  |  |
|  |  |                |                |                |                | プラデュムナ   | プラデュムナ   | プラデュムナ | プラデュムナ | プラデュムナ | プラデュムナ |            |            |            |            |            |            |              |              |              |              | ルクマヴァティー | ルクマヴァティー | ルクマヴァティー | ルクマヴァティー | ルクマヴァティー | ルクマヴァティー |          |          | 欠名         | 欠名         | 欠名         | 欠名         | 欠名         | 欠名         |  |  |  |  |  |  |  |  |
|  |  |                |                |                |                |                |                |              |              |              |              |            |            |            |            |            |            |              |              |              |              |                  |                  |                  |                  |                  |                  |          |          |              |              |              |              |              |              |  |  |  |  |  |  |  |  |
|  |  |                |                |                |                |                |                |              |              |              |              |            |            | アニルッダ | アニルッダ | アニルッダ | アニルッダ | アニルッダ   | アニルッダ   |              |              |                  |                  |                  |                  |                  |                  |          |          | ローチャナー | ローチャナー | ローチャナー | ローチャナー | ローチャナー | ローチャナー |  |  |  |  |  |  |  |  |
|  |  |                |                |                |                |                |                |              |              |              |              |            |            | アニルッダ | アニルッダ | アニルッダ | アニルッダ | アニルッダ   | アニルッダ   |              |              |                  |                  |                  |                  |                  |                  |          |          | ローチャナー | ローチャナー | ローチャナー | ローチャナー | ローチャナー | ローチャナー |  |  |  |  |  |  |  |  |
|  |  |                |                |                |                |                |                |              |              |              |              |            |            |            |            |            |            |              |              |              |              |                  |                  |                  |                  |                  |                  |          |          |              |              |              |              |              |              |  |  |  |  |  |  |  |  |

ルクミニー（梵: रुक्मिणी, Rukmiṇī）は、インド神話の女性である。ヴィダルバ国の王ビーシュマカの娘で、5人の兄ルクミン、ルクマラタ、ルクマバーフ、ルクマケーシャ、ルクママーリーの妹。ヴィシュヌ神の化身であるクリシュナの妻の1人で、プラデュムナの母、アニルッダの祖母。
プラーナ文献ではヴィシュヌの妃である女神ラクシュミーの化身とされ、1万6000人いると言われるクリシュナの妻の中で最も重要な女性と位置づけられている。ルクミニーとクリシュナの結婚は『ハリヴァンシャ』や『バーガヴァタ・プラーナ』で語られており、ルクミニーの死については叙事詩『マハーバーラタ』で語られている。

## 別名
- Rucirānaṇa：「蓮の花のように広がる美しい顔の人」の意。
- Vaidarbhi：「ヴィダルバ国の王女」の意。
- Bhaishmi：「ビーシュマカの娘」の意。
- Maanini Mani：「女のなかの宝石」あるいは「最高の愛の宝庫」の意。
- Krishnatmika：「クリシュナの心に住む人」の意。
- Rakhumai：「母なるラクシュミー」の意。
- Dwarkeshwari：「ドゥヴァーラカーの女神」の意。

## 神話

### 誕生
ルクミニーはラクシュミーの化身としてヴィシュヌと固く結びつけられている。『ヴィシュヌ・プラーナ』によると、ラクシュミーは最初に聖仙ブリグとキヤーティの娘として生まれ、次に乳海攪拌の際に乳海の中から生まれた。ヴィシュヌがアーディティヤとして生まれるとラクシュミーは蓮の花から生まれ、ヴィシュヌがパラシュラーマとして生まれると、ラクシュミーは大地の女神となった。さらにヴィシュヌがアヨーディヤーの王子ラーマとして生まれるとシーターとして、クリシュナとして生まれるとルクミニーとして生まれた。

### 結婚

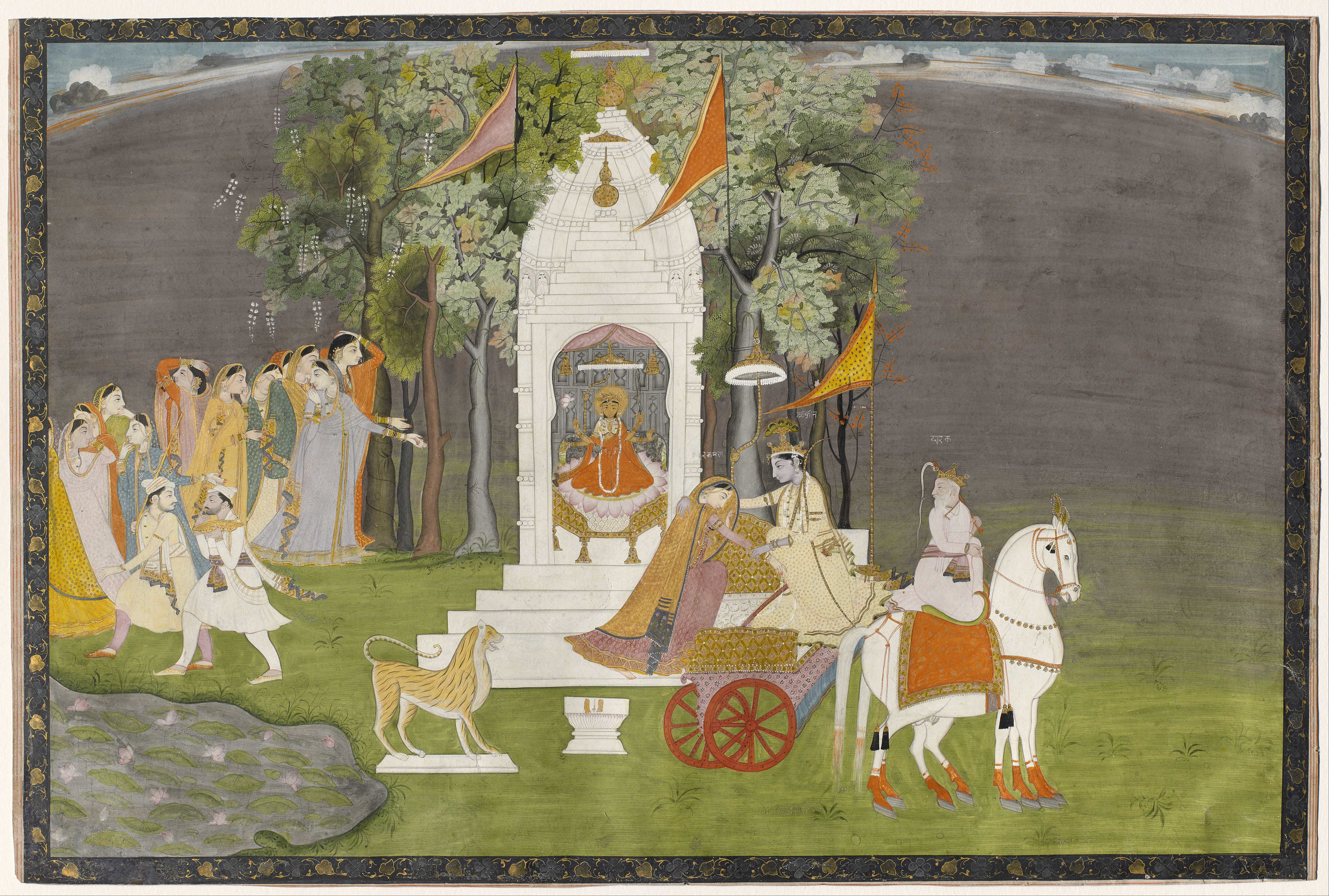
パールヴァティーの寺院からルクミニーを連れ去るクリシュナ。19世紀。ヒューストン美術館所蔵。

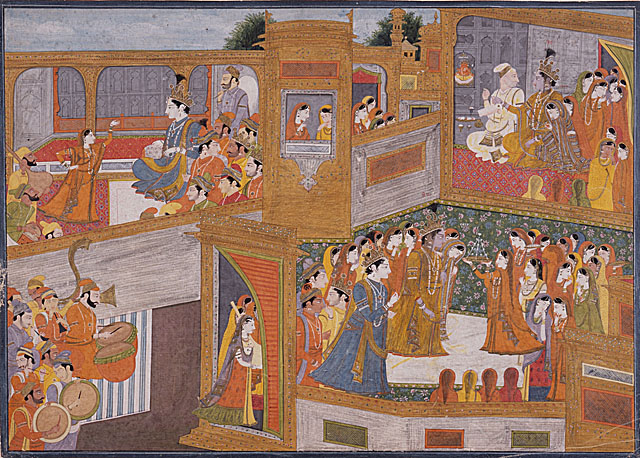
クリシュナとルクミニーの結婚。19世紀。ロサンゼルス・カウンティ美術館所蔵。

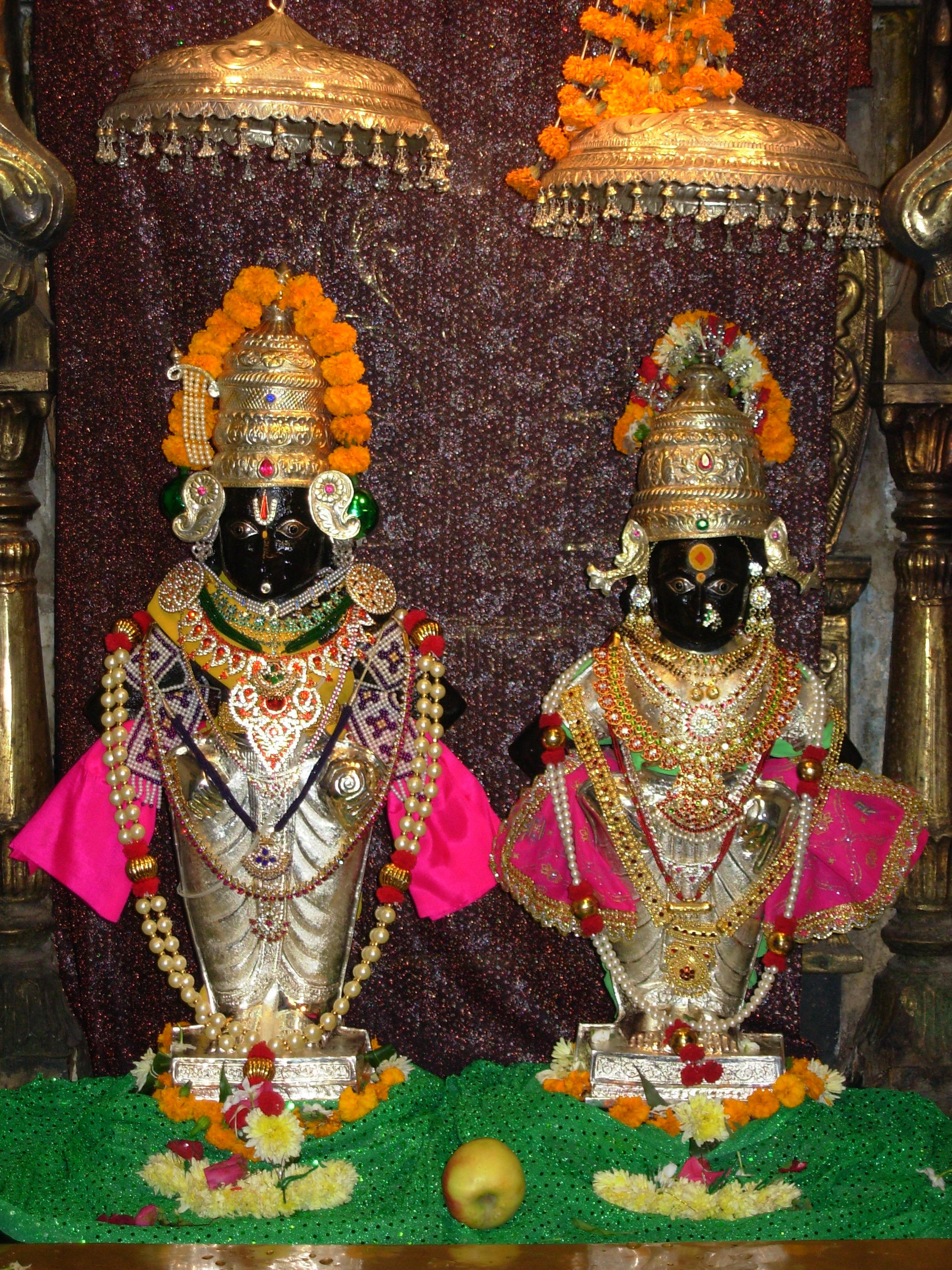
ディーワーリー祭で美しく飾られた、ムンバイ市シオンのヴィッタール寺院のヴィトーバ（左）と配偶者ラクーマイーの像。

ルクミニーはクリシュナの評判を伝え聞いて思いを寄せていた。彼女の家族や親族もクリシュナとの結婚を望んでいた。ところが、兄ルクミンはクリシュナを嫌っており、ルクミニーを強引にチェーディ国の王シシュパーラと婚約させた。ルクミニーは悩んだ末に、信頼するバラモンに伝言を託してクリシュナに遣わした。ドゥヴァーラカーに到着したバラモンはヴィダルバ国でルクミニーとシシュパーラの結婚式が執り行われること、花婿とその同盟国の軍を打ち破って自分を勝ち取ることがルクミニーの願いであることをクリシュナに伝えた。
クリシュナはすぐさま4頭立ての戦車の準備をさせ、バラモンを乗せてヴィダルバ国に向かった。一方、結婚式当日になると、マガダ国王ジャラーサンダなどシシュパーラに味方する多くのクシャトリヤが、クリシュナに備えるため軍を率いて集結した。ルクミニーはクリシュナ到着の知らせがないため不安に駆られたが、バラモンの報告を聞いて安心した。結婚の儀式が始まるとルクミニーはパールヴァティーの寺院に参詣した。ルクミニーが礼拝を終えて、寺院から出てくると、クシャトリヤたちは誰もがその美しさや愛くるしい笑顔に目を奪われ、手に持っていた武器を落した。ルクミニーはクリシュナの戦車のところに行くと、クリシュナは敵の王たちが呆然と見守る中、彼女を戦車に乗せて走り去った。
王たちは憤慨し、クリシュナの軍を攻撃したが、激しい反撃にあって退却した。ルクミンだけは、なおもクリシュナに対して攻撃を繰り返したが、クリシュナはルクミンが手にした武器をことごとく破壊していった。兄がクリシュナに追い詰められたとき、ルクミニーはクリシュナにすがりついてルクミンの助命を求めた。おかげでルクミンは殺されずにすんだ。
こうしてルクミニーはクリシュナと結婚し、長男プラデュムナと、チャールデーシュナ、スデーシュナ、チャールデーハ、スチャール、チャールグプタ、バドラチャール、チャールチャンドラ、ヴィチャール、末子チャールを生んだ。

### 死
クル・クシェートラの大戦争後、ヴリシュニ族が呪いの棍棒によって破滅し、クリシュナとバララーマが世を去ると、ルクミニーと他のクリシュナの妻たち、ガーンダリー、シャイビヤー、ハイマヴァティー、ジャームバヴァティーは火中に身を投じて自殺した。

## 宗教
クリシュナが統治したとされるドゥヴァーラカー（現在のグジャラート州ドワールカー）には、ルクミニーを祀ったルクミニー・デーヴィー寺院がある。またルクミニーあるいはラクーマイーは、マハーラーシュトラ州パンダルプールでヴィトーバ（クリシュナの化身）の配偶者として崇拝されている。
1480年頃、ルクミニー・デーヴィーに仕える使者は、マドヴァチャルヤの伝統の中で最も偉大な聖人であるヴァディラジャ・ティルタ（1480年頃–1600年頃）としてこの世界に現れたと考えられている。彼は19章にまたがる1240節のルクミニーとクリシュナを称える有名な作品『ルクミニーシャ・ヴィジャヤ』を書いた。

## ギャラリー

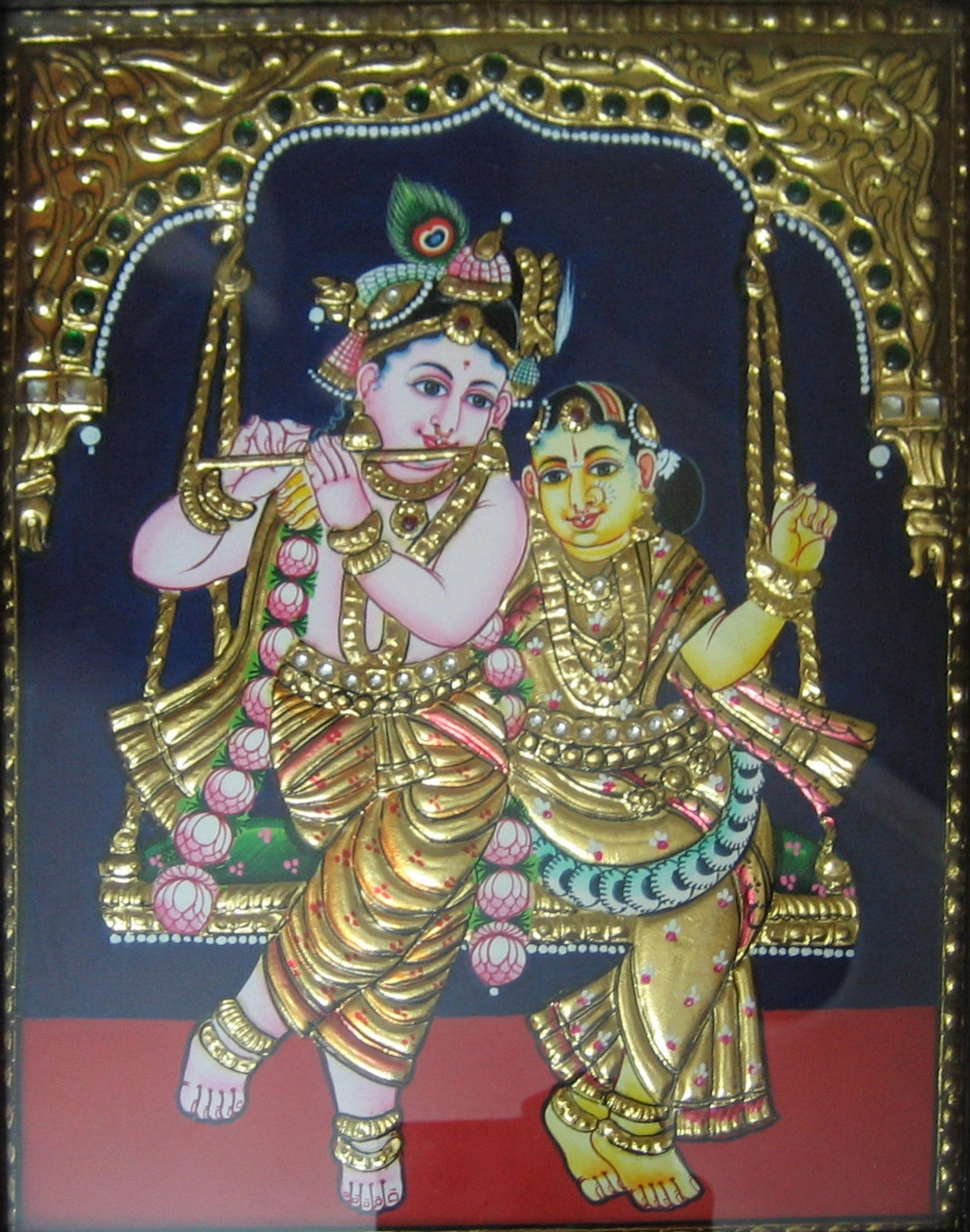
クリシュナとルクミニーを描いたタンジャヴル絵画（英語版）。
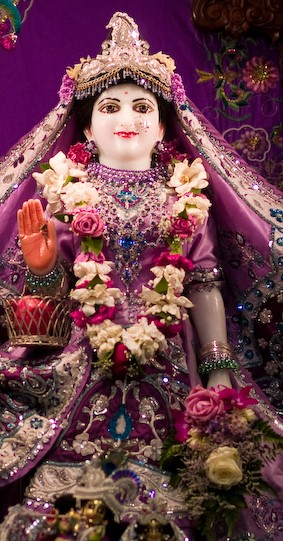
ロサンゼルスのニュー・ドワールカー・クリシュナ寺院（New Dwarka Krishna temple）のクリシュナとルクミニーの像。
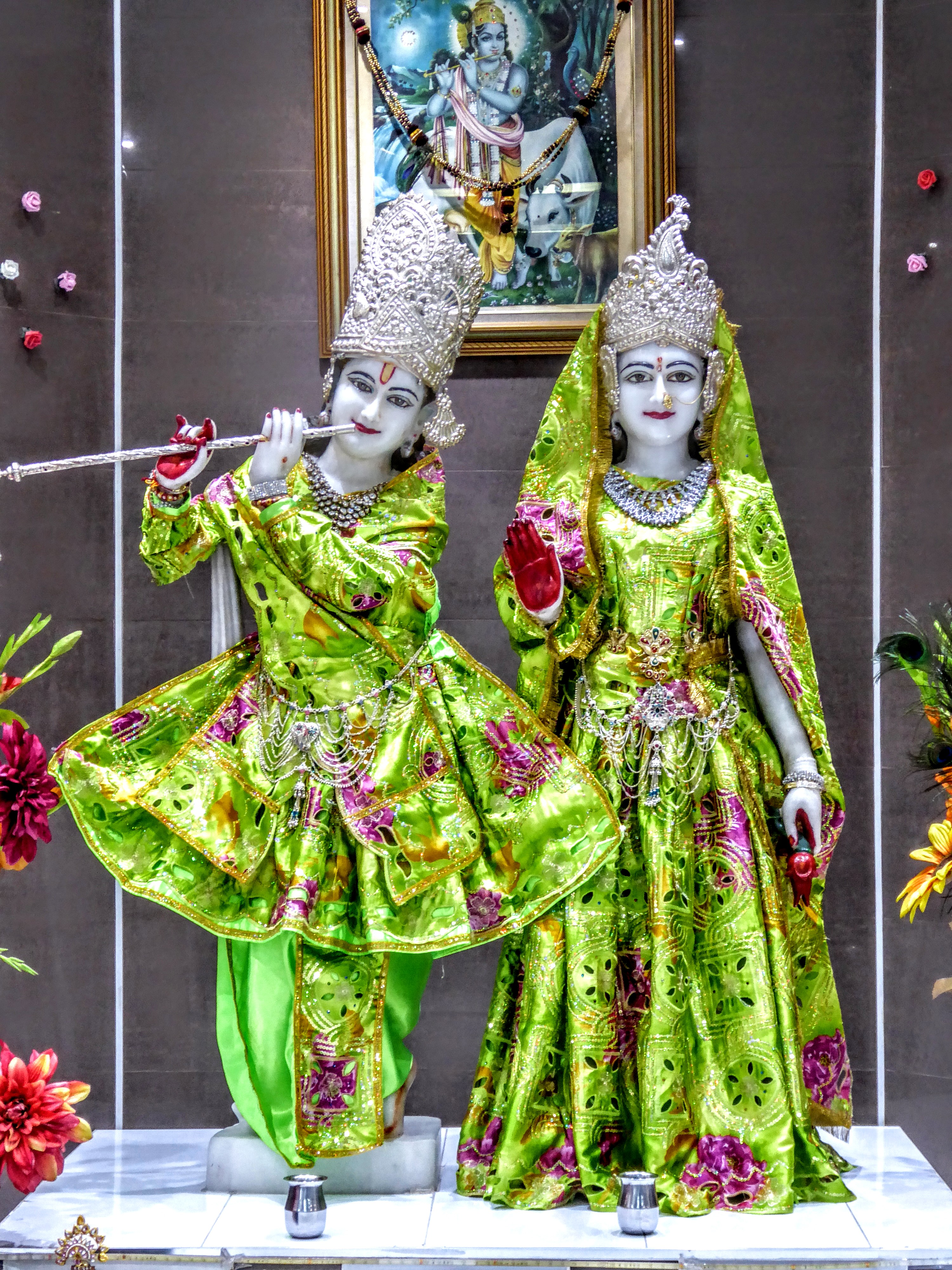
モントリオールのシュリー・サタナン寺院（Temple Sri Sanatan）のクリシュナとルクミニーの像。